# Quảng trường Tự do ở Bydgoszcz
Quảng trường Tự do ở Bydgoszcz ((tiếng Ba Lan): Plac Wolności) nằm ở Bydgoszcz, Ba Lan, trong khu vực trung tâm thành phố, giữa đường Gdańska và công viên Casimir Đại đế.

## Đặc điểm và vị trí
Quảng trường Tự do là một địa điểm nổi bật của quận Trung tâm (tiếng Ba Lan: Śródmieście) của Bydgoszcz, được trang trí bởi các tòa nhà phong cách tân nghệ thuật, một nhà thờ lịch sử, một đài tưởng niệm và một công viên xanh. Đây là một địa điểm cho các hoạt động giải trí cũng như các nghi lễ quân sự và cộng đồng.
Quảng trường nằm ở trung tâm: rìa phía tây của nó chạy trên đường Gdańska, trung tâm của thành phố Bydgoszcz. Ở rìa phía nam của nó là Công viên Casimir Đại đế, và về phía đông bắt đầu từ phía bắc đường Gimnazjalna.

## Lịch sử

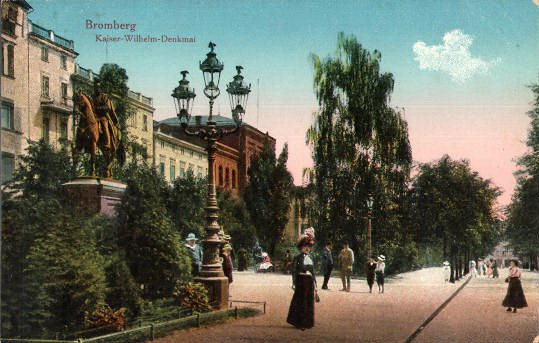
Quảng trường Tự do vào khoảng năm 1914

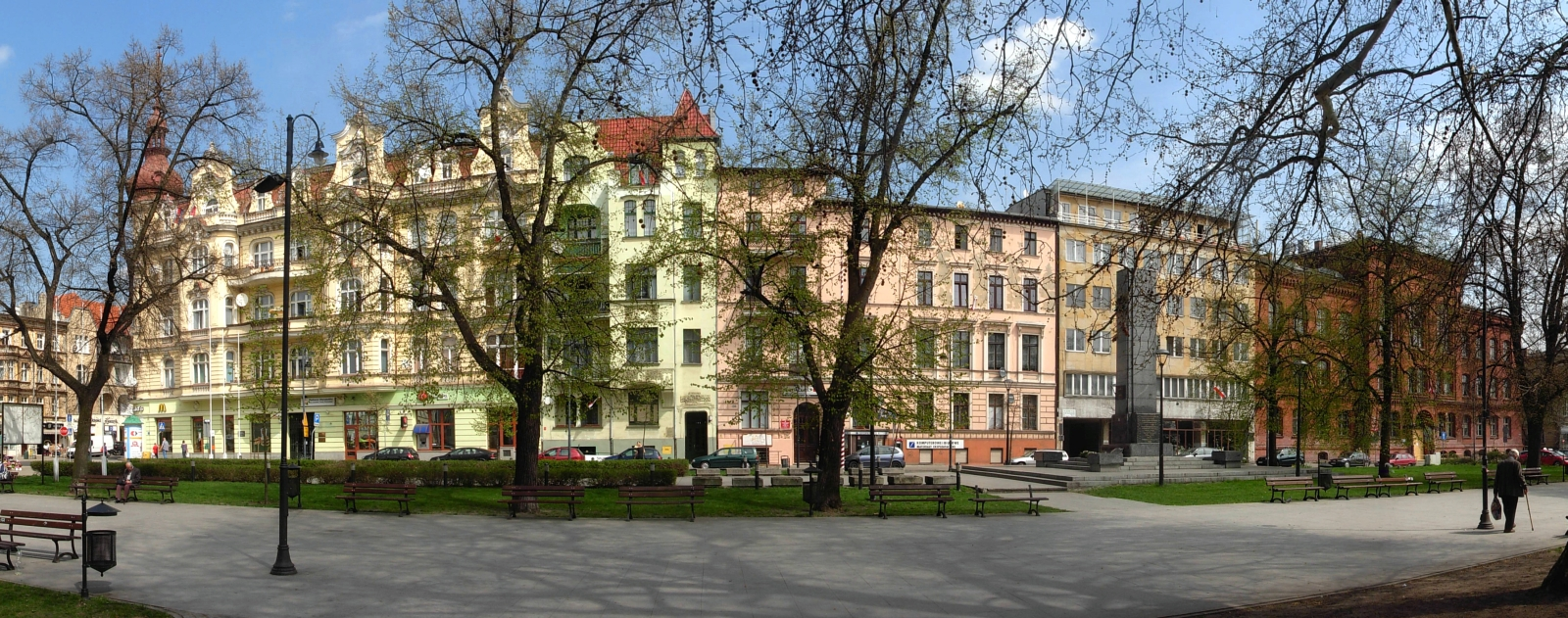
Toàn cảnh mặt tiền của số 1,3,5,7 và Trường trung học số 1 (trái sang phải)

Trong thời gian giữa hai cuộc chiến tranh, Quảng trường Tự do là một trong những nơi quyến rũ và được giữ gìn cẩn thận nhất ở Bydgoszcz, được tô điểm bởi những thảm hoa. Năm 1938, một dự án tái xây dựng nơi này do kỹ sư Stefan Pietrzak điều hành đã sửa đổi diện mạo của quảng trường: khu vực liền kề với đường Gdańska đã được chuyển đổi thành một bãi đậu xe, với một khu vực bãi cỏ dẫn đến công viên Casimir Đại đế.

## Kiến trúc
Quảng trường Tự do được bao quanh bởi một số tòa nhà khác nhau ở mặt tiền phía bắc của nó, với phong cách tân nghệ thuật ở số 3, phong cách chiết Trung ở số 1 và 5, và kiến trúc hiện đại ở số 7. Nhà thờ St Peter và St Paul mang phong cách tân La Mã, cùng công viên thành phố lâu đời nhất nằm ở biên giới phía nam của quảng trường. Phía tây được phân định bởi đường Gdańska và đường Gimnazjalna giáp phía đông.

## Các vị trí và tòa nhà chính
Nhà thờ St Peter và Nhà thờ St Paul đã đăng ký vào danh sách di sản Voivodeship của Kuyavian-Pomeranian, số A / 62, ngày 5 tháng 10 năm 1971. 

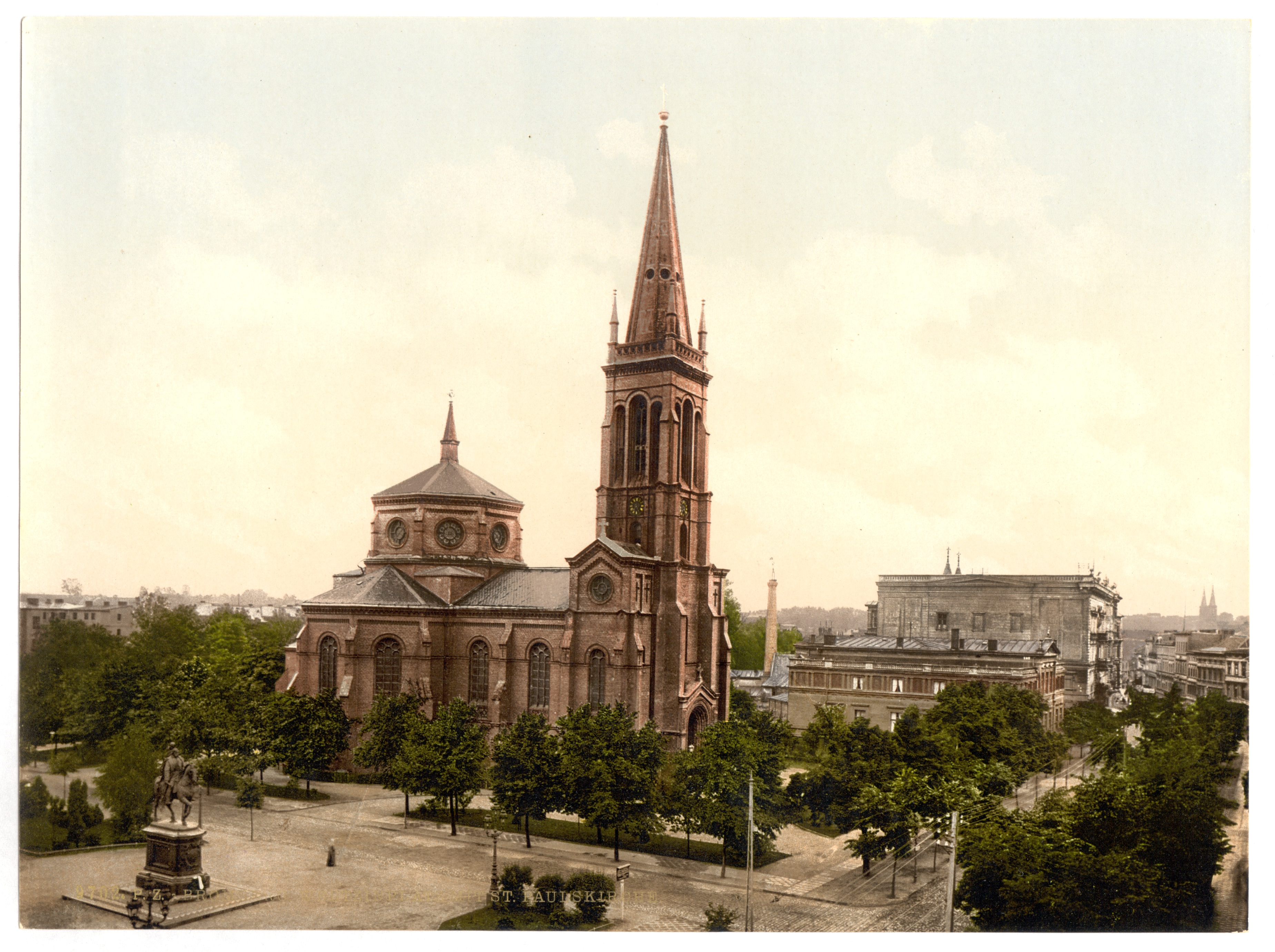
Nhà thờ và quảng trường ("Weltzin Platz") ca 1900
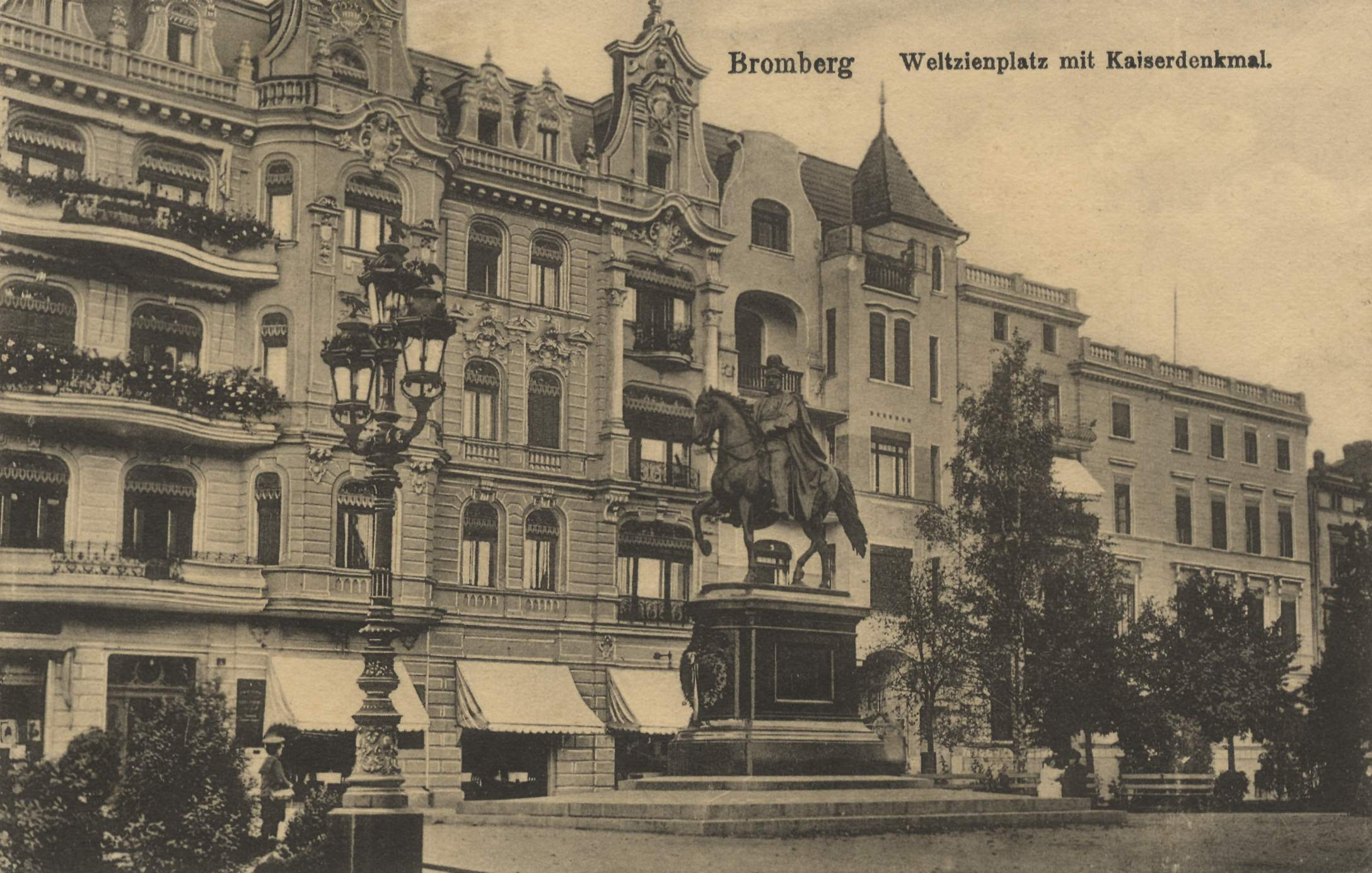
Tượng Hoàng đế Wilhelm trên quảng trường Weltzienplatz
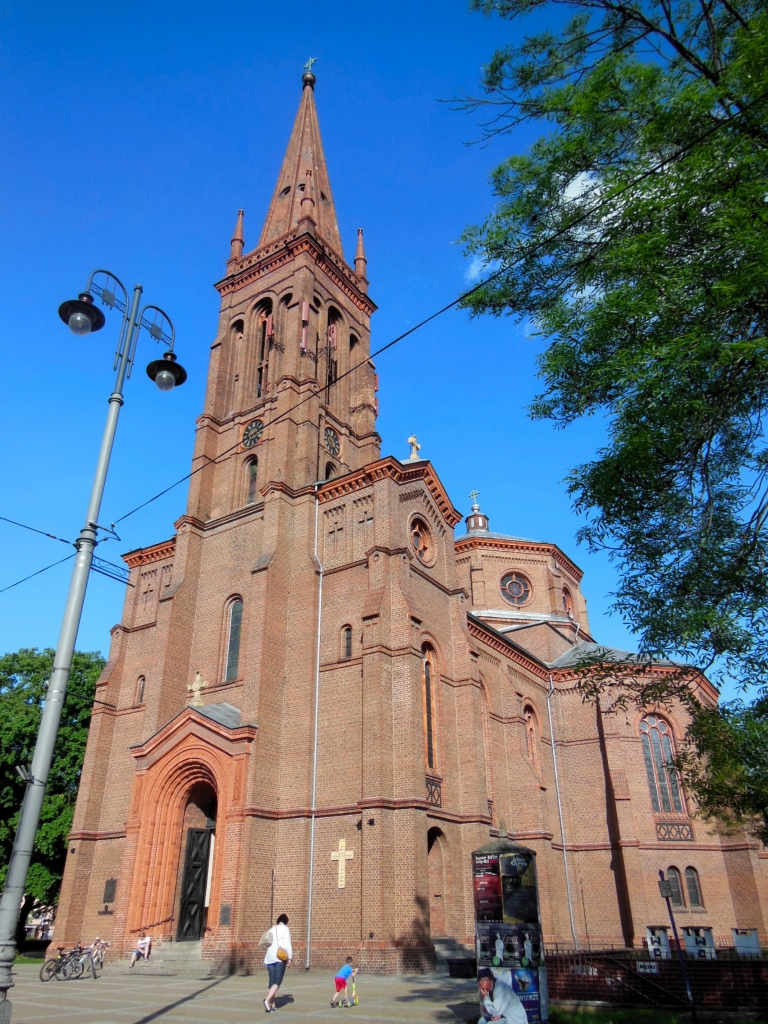
Nhìn từ đường Gdańska
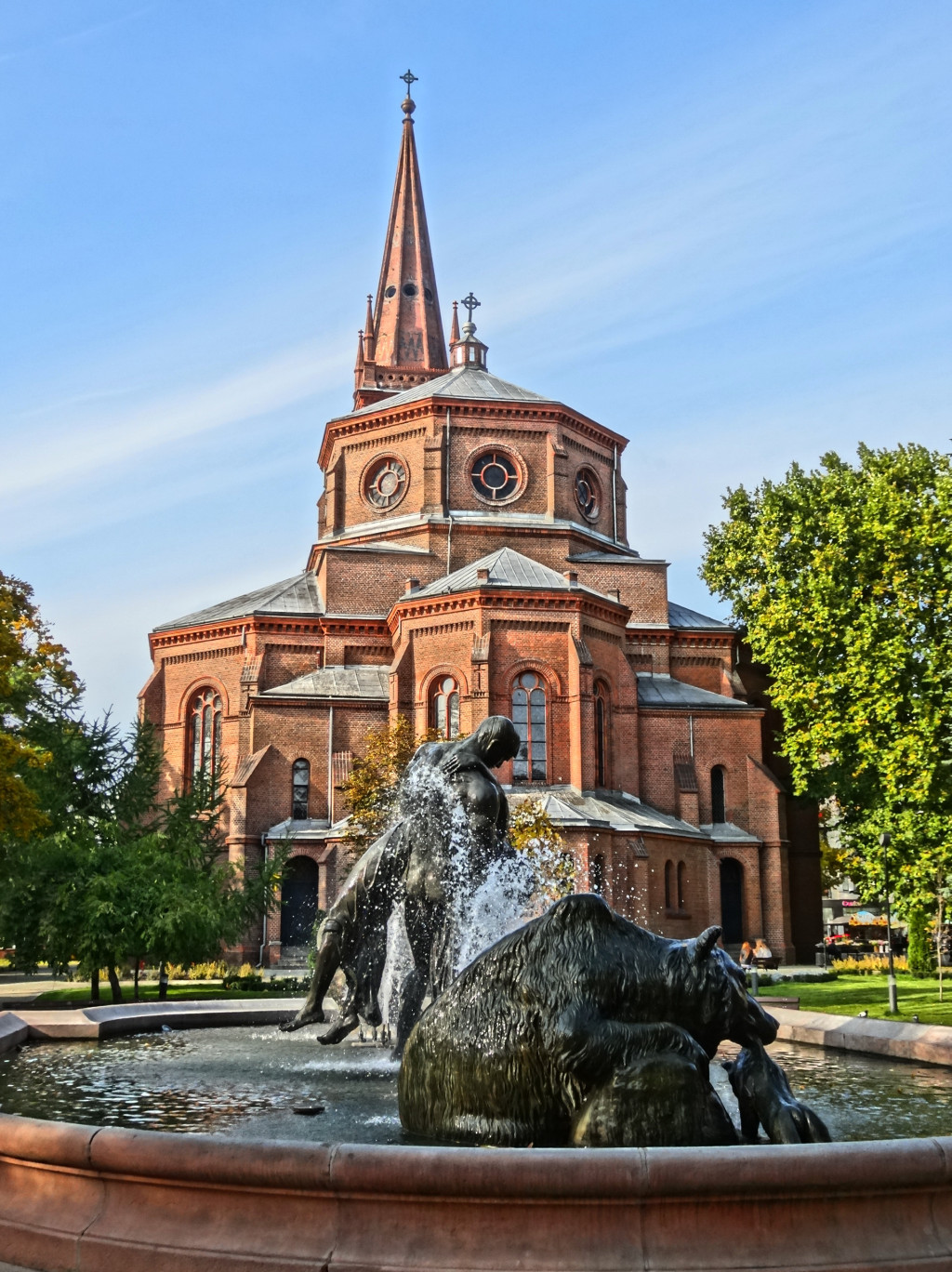
Nhìn từ đài phun nước "Deluge"
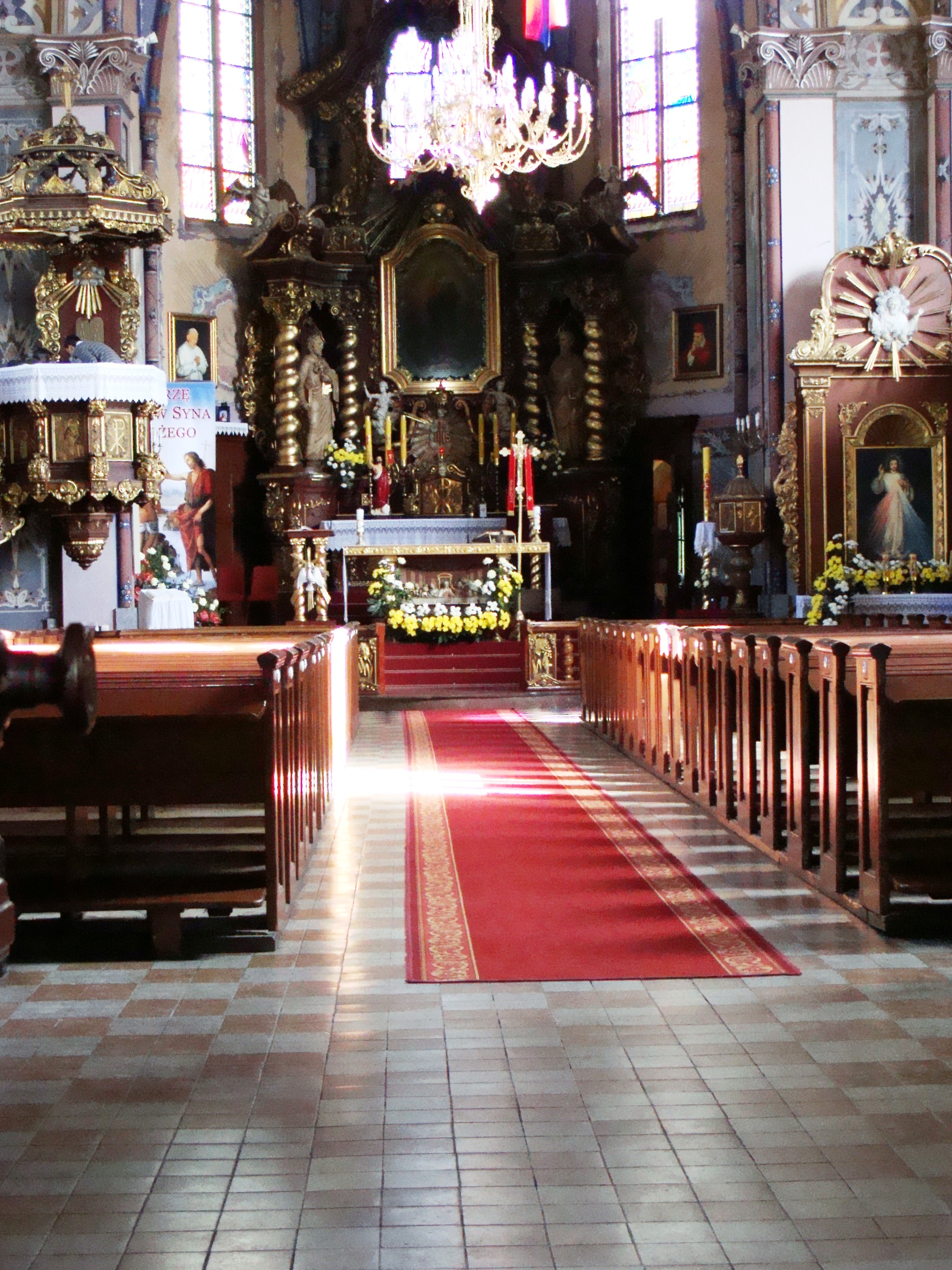
Quang cảnh của gian giữa